# Woman (De Kooning)
Pour les articles homonymes, voir Woman.
Woman est un tableau dessiné par Willem de Kooning en 1952. Il est conservé au musée national d'Art moderne, à Paris.